# Журавель, Василий Евгеньевич
Василий Евгеньевич Журавель (2 января 1930, Староказачье, жудец Четатя-Албе — 8 сентября 2017, Староказачье, Одесская область) — колхозник, комбайнёр колхоза имени XXII съезда КПСС Белгород-Днестровского района Одесской области, Украинская ССР. Герой Социалистического Труда (1973). Депутат Верховного Совета УССР 11 созыва.

## Биография
Родился 2 января 1930 года в крестьянской семье в селе Староказачье, Румыния (сегодня — Белгород-Днестровский район Одесской области). Получил среднее образование.
С 1947 года — рядовой колхозник в колхозе «Красный Октябрь» Измаильской области. В 1948 году окончил курсы трактористов, после чего начал работать в тракторной бригаде Староказачьей МТС помощником тракториста, трактористом, комбайнёром.
С 1958 года — комбайнёр колхоза имени XX съезда КПСС села Староказачье Белгород-Днестровского района Одесской области.
В 1973 году намолотил 896 тонн зерновых с участка площадью 320 гектаров. За эти выдающиеся достижения был удостоен в этом же году звания Героя Социалистического Труда.
В 1975 году вступил в КПСС.
В 1997 году вышел на пенсию и проживал в селе Староказачье.
Умер 7 сентября 2017 года.

## Награды
- Герой Социалистического Труда — указом Президиума Верховного Совета СССР от 8 декабря 1973 года
- Орден Ленина
- Орден Трудового Красного Знамени (23.06.1966)
- Орден Знак Почёта (12.04.1979)